# Andrzej Bulanda
Andrzej Bulanda (sinh ngày 6 tháng 7 năm 1955) là một kiến trúc sư và nhà thiết kế người Ba Lan.

## Tiểu sử
Andrzej Bulanda sinh ngày 6 tháng 7 năm 1955 tại Warsaw.  Ông và Włodzimierz Mucha là các thành viên hợp danh của công ty kiến trúc Bulanda & Mucha Architects. Cả hai đồng đoạt Giải thưởng Danh dự SARP năm 2015.
Andrzej Bulanda và Włodzimierz Mucha là hai người đồng sáng tạo của nhiều dự án mang đi dự thi và đoạt giải thưởng. Các công trình đã hoàn thành bao gồm tòa nhà Ngân hàng BRE ở Bydgoszcz, Nhà máy giấy cũ ở Konstancin-Jeziorna, Nhà thi đấu ở Konstancin-Jeziorna, khu phức hợp Cameratta tại Eko-Park ở Warsaw, mở rộng tòa nhà Thư viện Công cộng ở Warsaw, Prudential ở Warsaw, Bảo tàng Kazimierz Pułaski ở Warka, khu phức hợp Koneser ở Warsaw, Rother's Mills ở Bydgoszcz, câu lạc bộ thể thao "Deski", Piękna Nova ở Warsaw và Chmielna 25 ở Warsaw.
Andrzej Bulanda từng làm Giáo sư thỉnh giảng tại Trường Sau đại học về Thiết kế trực thuộc Đại học Harvard. Ngoài ra, ông cũng từng thỉnh giảng tại Đại học Bang Pennsylvania.